# Championnat de Bolivie de football 2023
Navigation
Tournoi précédent Saison suivante
Le Championnat de Bolivie 2023 est la cinquantième édition du championnat de première division en Bolivie.

## Changement de format
Le 11 novembre 2022, la fédération bolivienne de football annonce un changement de format pour la saison 2023 de la División Profesional qui se dispute avec 17 équipes qui se rencontrent deux fois, le premier du championnat est déclaré champion de Bolivie et obtient une place en Copa Libertadores 2024. Parallèlement au championnat se dispute une Coupe de la ligue (Copa de la División Profesional) avec les mêmes équipes, dont le vainqueur obtient une place en Copa Libertadores 2024. Les deux autres places sont données au 1er et 2e du classement cumulé qui prend en compte les résultats du championnat et des groupes de la Coupe de la ligue.
Le finaliste perdant de la Coupe se qualifie pour la Copa Sudamericana 2024, les places internationales restantes ainsi que la relégation seront décidées par le classement cumulé. Les deux équipes avec la moyenne la plus basse à la fin de la saison seront directement reléguées dans les ligues régionales, tandis que l'équipe avec la moyenne suivante la plus basse jouera un barrage de relégation, ceci afin de revenir à 16 équipes en championnat la saison suivante .

## Déroulement de la saison
Le 5 septembre 2023, le championnat est arrêté à la suite de soupçons de matchs arrangés, la fédération propose la mise en place d'un tournoi pour déterminer les participants aux compétitions continentales.
Fin septembre la fédération décide de la reprise du championnat, après des réformes dans la commission des arbitres, le championnat reprend le 3 octobre 2023.

## Les clubs participants
- Nacional Potosi
- Club Deportivo Guabirá
- Oriente Petrolero
- Club Bolívar
- Club Blooming
- Club Always Ready
- The Strongest La Paz
- CD Jorge Wilstermann
- Club Atlético Palmaflor
- Club Aurora
- Royal Pari FC
- Real Santa Cruz
- Club Independiente Petrolero
- Real Tomayapo
- Fútbol Club Universitario
- Club Deportivo Vaca Díez  - Promu de D2
- Fútbol Club Libertad Gran Mamoré - Promu de D2

## Compétition
Le barème utilisé pour établir le classement est le suivant :
- Victoire : 3 points
- Match nul : 1 point
- Défaite : 0 point

### Classement
| Rang | Équipe                       | Pts  | J  | G  | N  | P  | Bp | Bc | Diff |
| ---- | ---------------------------- | ---- | -- | -- | -- | -- | -- | -- | ---- |
| 1    | The Strongest                | 65   | 32 | 19 | 8  | 5  | 65 | 34 | +31  |
| 2    | Club Bolívar T               | 57   | 32 | 17 | 6  | 9  | 84 | 42 | +42  |
| 3    | Club Always Ready            | 57   | 32 | 16 | 9  | 7  | 54 | 36 | +18  |
| 4    | Nacional Potosí              | 54   | 32 | 16 | 6  | 10 | 72 | 46 | +26  |
| 5    | Club Aurora                  | 51   | 32 | 14 | 9  | 9  | 45 | 31 | +14  |
| 6    | Real Tomayapo                | 49   | 32 | 13 | 10 | 9  | 36 | 34 | +2   |
| 7    | Real Santa Cruz              | 46   | 32 | 13 | 7  | 12 | 31 | 42 | -11  |
| 8    | CD Jorge Wilstermann         | 43-6 | 32 | 12 | 13 | 7  | 39 | 27 | +12  |
| 9    | Oriente Petrolero            | 43   | 32 | 11 | 10 | 11 | 44 | 42 | +2   |
| 10   | Club Universitario           | 41   | 32 | 9  | 14 | 9  | 30 | 28 | +2   |
| 11   | Club Independiente Petrolero | 40   | 32 | 13 | 1  | 18 | 33 | 45 | -12  |
| 12   | Royal Pari FC                | 35   | 32 | 8  | 11 | 13 | 40 | 53 | -13  |
| 13   | Club Deportivo Guabirá       | 35   | 32 | 10 | 5  | 17 | 34 | 49 | -15  |
| 14   | Club Blooming                | 33   | 32 | 9  | 6  | 17 | 37 | 56 | -19  |
| 15   | Libertad Gran MamoréP        | 33   | 32 | 9  | 6  | 17 | 32 | 65 | -33  |
| 16   | CD Vaca DíezP                | 32   | 32 | 8  | 8  | 16 | 42 | 61 | -19  |
| 17   | Club Atlético Palmaflor      | 29   | 32 | 8  | 5  | 19 | 32 | 59 | -27  |

|  | Qualification pour la Copa Libertadores 2024 |
|  | T : Tenant du titre P : Promu de D2          |

### Classement cumulé
Le classement cumulé prend en compte les résultats en championnat et en phase de groupe de la Coupe de la division professionnelle 2023.
| Rang | Équipe                       | Pts | J | G | N | P | Bp | Bc | Diff |
| ---- | ---------------------------- | --- | - | - | - | - | -- | -- | ---- |
| 1    | Club Bolívar T               | 0   | 0 | 0 | 0 | 0 | 0  | 0  | 0    |
| 2    | The Strongest                | 0   | 0 | 0 | 0 | 0 | 0  | 0  | 0    |
| 3    | Club Always Ready            | 0   | 0 | 0 | 0 | 0 | 0  | 0  | 0    |
| 4    | Club Aurora                  | 0   | 0 | 0 | 0 | 0 | 0  | 0  | 0    |
| 5    | Nacional Potosí              | 0   | 0 | 0 | 0 | 0 | 0  | 0  | 0    |
| 6    | Real Tomayapo                | 0   | 0 | 0 | 0 | 0 | 0  | 0  | 0    |
| 7    | CD Jorge Wilstermann         | 0   | 0 | 0 | 0 | 0 | 0  | 0  | 0    |
| 8    | Club Universitario           | 0   | 0 | 0 | 0 | 0 | 0  | 0  | 0    |
| 9    | Club Blooming                | 0   | 0 | 0 | 0 | 0 | 0  | 0  | 0    |
| 10   | Real Santa Cruz              | 0   | 0 | 0 | 0 | 0 | 0  | 0  | 0    |
| 11   | Oriente Petrolero            | 0   | 0 | 0 | 0 | 0 | 0  | 0  | 0    |
| 12   | Club Deportivo Guabirá       | 0   | 0 | 0 | 0 | 0 | 0  | 0  | 0    |
| 13   | Royal Pari FC                | 0   | 0 | 0 | 0 | 0 | 0  | 0  | 0    |
| 14   | Club Independiente Petrolero | 0   | 0 | 0 | 0 | 0 | 0  | 0  | 0    |
| 15   | Libertad Gran MamoréP        | 0   | 0 | 0 | 0 | 0 | 0  | 0  | 0    |
| 16   | CD Vaca DíezP                | 0   | 0 | 0 | 0 | 0 | 0  | 0  | 0    |
| 17   | Club Atlético Palmaflor      | 0   | 0 | 0 | 0 | 0 | 0  | 0  | 0    |

|  | Qualification pour la Copa Libertadores 2024                         |
|  | Qualification pour le tour préliminaire de la Copa Libertadores 2024 |
|  | Qualification pour la Copa Sudamericana 2024                         |
|  | Qualification pour le barrage de relégation                          |
|  | Relégation directe                                                   |
|  | T : Tenant du titre P : Promu de D2                                  |

- Le champion de Bolivie est assuré d'une place en Copa Libertadores 2024 comme le vainqueur de la Coupe de la ligue.
- Le finaliste de la Coupe de la ligue est assuré d'une place en Copa Sudamericana 2024.

### Barrages de maintien/relégation
Le Libertad Gran Mamoré rencontre le vice-champion de la Copa Simon Bolivar, le San Antonio Bulo Bulo en matchs aller et retour. Les deux équipes gagnent leur match à domicile 2 à 0, San Antonio Bulo Bulo remporte la séance de tirs au but 4 à 2 et est promu en première division.

## Bilan de la saison
| Championnat de Bolivie de football 2023 |                                  |
| Champion                                | The Strongest La Paz (16e titre) |
| Qualifications continentales            |                                  |
| Copa Libertadores 2024                  | The Strongest La Paz             |
| Copa Libertadores 2024                  | Club Bolívar                     |
| Copa Libertadores 2024                  | Club Always Ready                |
| Copa Libertadores 2024                  | Club Aurora                      |
| Copa Sudamericana 2024                  | Nacional Potosí                  |
| Copa Sudamericana 2024                  | Real Tomayapo                    |
| Copa Sudamericana 2024                  | CD Jorge Wilstermann             |
| Copa Sudamericana 2024                  | Club Universitario               |
| Promotions et relégations               |                                  |
| Promus en Primera A                     | Club Gualberto Villarroel        |
| Promus en Primera A                     | San Antonio Bulo Bulo            |
| Relégués en Torneo Simon Bolívar        | Club Atlético Palmaflor          |
| Relégués en Torneo Simon Bolívar        | CD Vaca Díez                     |
| Relégués en Torneo Simon Bolívar        | Libertad Gran Mamoré             |